# EMMARY
『EMMARY』（エマリー）は、女子高校生向けWEBマガジン。2015年（平成27年）6月1日創刊。チームシンデレラが運営。編集長はその世代を代表するモデルが歴任し（初代：藤田ニコル、2代目：越智ゆらの 、3代目：久間田琳加、4代目：鶴嶋乃愛）、現在は5代目編集長として小浜桃奈が務める。

## 現編集長
- 5代目編集長：小浜桃奈

## 歴代編集長
- 初代：藤田ニコル にこるん
- 2代目：越智ゆらの ゆらゆら
- 3代目：久間田琳加 りんくま
- 4代目：鶴嶋乃愛 のあにゃん